# Garena
Garena é uma desenvolvedora de jogos e editora de jogos online gratuitos de Singapura. É o braço de entretenimento digital da controladora Sea Ltd, que anteriormente se chamava Garena.
A empresa distribui títulos de jogos no Garena+ em vários países do Sudeste Asiático e Taiwan, incluindo os jogos multiplayer online battle arena (MOBA) League of Legends e Heroes of Newerth , o jogo de futebol online FIFA Online 3 , o jogo de tiro em primeira pessoa Point Blank , o jogo MOBA para celular Arena of Valor e o jogo de corrida para celular Speed Drifters.
Em 2017, lançou o Garena Free Fire, que tinha mais de 150 milhões de usuários ativos diários globalmente em maio de 2021.

## História

### Desenvolvimento de jogos
Em novembro de 2011, a Garena anunciou seus direitos de publicação para o jogo de tiro em equipe, Firefall , no Sudeste Asiático e em Taiwan.
Em dezembro de 2011, a Garena anunciou sua colaboração com o desenvolvedor de jogos online, Changyou, para publicar e operar o popular jogo de artes marciais 3D, Duke of Mount Deer, em Taiwan. O jogo foi o primeiro jogo MMORPG disponível através do Garena+. O jogo combina uma história chinesa clássica com a mais recente tecnologia de renderização 3D e gráficos de qualidade cinematográfica. Duke of Mount Deer[carece de fontes?] foi criado por vários especialistas em jogos online da China e da Coreia do Sul e ganhou muita popularidade na China. No mesmo mês, o modo de jogo "Dominion" para jogadores de League of Legends da Garena em Cingapura e na Malásia.
Em 2012, lançou seu primeiro produto, o Garena+, um jogo online e plataforma social para as pessoas descobrirem, baixarem e jogarem jogos online.
Em 2014, o World Startup Report avaliou a Garena como uma empresa de internet de US$ 1 bilhão e a classificou como a maior empresa de internet de Singapura.

### Atualizações recentes
Em março de 2015, o Ontario Teachers' Pension Plan (OTPP), um dos maiores fundos de pensão do mundo, investiu na Garena, avaliando a empresa em mais de US$ 2,5 bilhões.
Em maio de 2017, a Garena foi renomeada para Sea Limited. No entanto, Garena foi mantida como uma marca da Sea Limited (aka Sea Group).
Em outubro de 2017, a Sea Limited entrou com pedido de oferta pública inicial na Bolsa de Valores de Nova York (NYSE) e visava levantar US$ 1 bilhão. Antes do IPO, a Tencent era a principal acionista da Sea Limited, com cerca de 20% das ações em circulação e atualmente está com 18,7%. Seguiu-se a Blue Dolphins Venture, fundada por Forrest Li, com 15%. Li possuía pessoalmente 20% das ações e o diretor de tecnologia, Gang Ye, 10%.
Em janeiro de 2021, a Garena adquiriu a Phoenix Labs, com sede em Vancouver, os desenvolvedores do Dauntless. A aquisição não afetou as operações da Phoenix Labs ou Dauntless, mas ajudou a Garena a expandir sua presença internacional.
Até o segundo trimestre de 2021, a Garena registrou 725 milhões de usuários ativos, 45% a mais que no ano anterior, enquanto o número de usuários pagos cresceu 85% ano a ano, chegando a 92 milhões. A perspectiva para a Garena deve diminuir em 2022, depois que relatórios de março de 2022 sugeriram que a Garena registrará US$ 2,9 a US$ 3,1 bilhões em reservas para o ano, abaixo dos US$ 4,6 bilhões em 2021. A previsão silenciosa seria o primeiro declínio da Garena em negócios de sempre. A proibição imposta ao seu título Free Fire na Índia nas lojas de aplicativos do Google Play e da Apple foi citada como um fator contributivo.

## Produtos
Garena+ é um jogo online e plataforma social que possui uma interface semelhante às plataformas de mensagens instantâneas. O Garena+ permite que os jogadores criem listas de amigos, conversem com amigos online e verifiquem o progresso e as conquistas do jogo. Os jogadores podem criar sua própria identidade personalizada personalizando seu avatar ou alterando seus nomes. Os jogadores também podem formar grupos ou clãs e conversar com vários jogadores simultaneamente por meio de canais públicos ou privados por meio do Garena+. Os usuários do Garena+ usam uma moeda virtual, Shells.
Outros produtos incluem BeeTalk, TalkTalk.

## Eventos e torneios
Em maio de 2012, a Garena lançou a Garena Premier League (GPL), uma liga de jogos profissionais online com duração de seis meses e mais de 100 partidas a serem disputadas. A primeira temporada da GPL é uma competição de League of Legends que compreende seis times profissionais. As equipes são Bangkok Titans (Tailândia), Kuala Lumpur Hunters (Malásia), Manila Eagles (Filipinas), Saigon Jokers (Vietnã), Taipei Assassins (Taiwan) e Singapore Sentinels (Singapura), que representam os melhores jogadores de seus respectivos países. As correspondências da GPL são capturadas e transmitidas online junto com comentários, que estão disponíveis para os espectadores assistirem no site oficial da GPL.
Em janeiro de 2013, a Garena anunciou a segunda temporada da Garena Premier League, que começaria em 4 de janeiro de 2013. A Garena Premier League 2013 inclui duas novas equipes de Taiwan e do Vietnã, elevando o número total de equipes para oito. As equipes são: AHQ, Saigon Fantastic Five, Bangkok Titans, Kuala Lumpur Hunters, Manila Eagles, Saigon Jokers, Taipei Assassins e Singapore Sentinels.
Em novembro de 2014, o Garena e-Sports Stadium, um local dedicado aos esports, foi inaugurado no distrito de Neihu, Taipei. O estúdio foi construído parcialmente para acomodar o início da League of Legends Masters Series, a liga LoL de nível superior de Taiwan, Hong Kong e Macau que foi um spin-off da GPL.
Em janeiro de 2015, a Garena lançou o Iron Solari League, um torneio feminino de League of Legends nas Filipinas. É um evento mensal organizado na segunda quinzena de cada mês. Destina-se a incentivar a participação de grupos sub-representados e está aberto a todos aqueles que se identificam como mulheres.
Além de torneios competitivos, a Garena também organiza eventos para atender os usuários e se conectar offline. Isso inclui o Carnaval anual da Garena realizado em Cingapura e na Malásia.

## Controvérsias
Em 3 de fevereiro de 2015, a Garena eSports anunciou limitações no número de gays e transgêneros participando de um torneio feminino de League of Legends, devido a preocupações de que participantes LGBT pudessem ter uma "vantagem injusta". Isso levou os jogadores a questionarem a decisão, enquanto a Riot Games, desenvolvedora de League of Legends, respondeu que "jogadores LGBT são bem-vindos em torneios oficiais de LoL". Em 4 de fevereiro de 2015, a Garena se desculpou e posteriormente removeu as restrições.

## Jogos publicados
A Garena fornece uma plataforma para títulos de jogos como Defense of the Ancients e Age of Empires , e também publica jogos, como jogos de arena de batalha multiplayer online League of Legends, Heroes of Newerth, Free Fire, Call of Duty e BlackShot para jogadores na região.
Jogos publicados pela Garena:
| Título                                       | Gênero                    | Desenvolvedor                  | Ano de lançamento | Países                                                                               | Observações |
| -------------------------------------------- | ------------------------- | ------------------------------ | ----------------- | ------------------------------------------------------------------------------------ | --- |
| BlackShot                                    | MMOFPS                    | Vertigo Games                  | 2009              | Singapura, Malásia, Filipinas                                                        | Alterado como auto-publicado (Vertigo Games via PapayaPlay)                                                                                        |
| Mstar                                        | Casual/Dança              | Nurien/Netmarble               | 2009              | Taiwan, Malásia e Singapura                                                          | Fechado em 26 de agosto de 2019 |
| League of Legends                            | MOBA                      | Riot Games                     | 2010              | Indonésia, Malásia e Cingapura, Filipinas, Taiwan/Hong Kong/Macau, Tailândia, Vietnã | Alterado como autopublicado (Riot Games Southeast Asia) ex. Taiwan/Hong Kong (via Taiwan Mobile) e Vietnam (via VNG Games); desde o início de 2023 |
| Heroes of Newerth                            | MOBA                      | Frostburn Studios              | 2010              | Singapura, Malásia, Tailândia, Filipinas, Indonésia, CEI                             | Fechado em 20 de junho de 2022 |
| Duke of Mount Deer                           | MMORPG                    | Changyou.com                   | 2011              | Taiwan                                                                               | Fechado em 24 de março de 2014 |
| Point Blank                                  | MMOFPS                    | Zepetto                        | 2012              | Tailândia, Singapura, Malásia, Filipinas, Indonésia                                  | Fechado em 28 de junho de 2017 |
| Path of Exile                                | ARPG                      | Grinding Gear Games            | 2013              | Malásia, Singapura, Taiwan, CIS, Tailândia                                           | Fechado 2016 (CIS), ?[carece de fontes?] (Tailândia, Cingapura, Malásia)                                                                           |
| Elsword                                      | MMORPG                    | KOG Studios                    | 2013              | Filipinas                                                                            | Fechado em 2 de dezembro de 2015 |
| Firefall                                     | Team Shooter/FPS          | Red 5                          | 2014              | Taiwan, Singapura, Malásia, Hong Kong e Filipinas                                    | Fechado |
| Lost Saga                                    | Casual/luta               | IO Entertainment               | 2015              | Tailândia, Taiwan                                                                    | Fechado em 3 de dezembro de 2017 |
| Thunder Strike                               | Rolagem Vertical          | sunmosh                        | 2015              | Tailândia, Taiwan, Vietnã                                                            | Fechado em 6 de outubro de 2017 |
| Alliance of Valiant Arms                     | Atirador em equipe/FPS    | Red Duck Inc./NEOWIZ           | 2015              | Singapura, Malásia                                                                   | Fechado em 3 de julho de 2018 |
| Vindictus                                    | MMORPG                    | devCAT/Nexon                   | 2015              | tailândia                                                                            | Fechado em 31 de agosto de 2018 |
| Free Fire                                    | Battle Royale             | Garena                         | 2017              | Global                                                                               | [ 34 ] |
| Blade & Soul                                 | MMORPG                    | Team Bloodlust/NCSoft          | 2017              | Tailândia, Vietnã                                                                    | |
| FIFA Online 3                                | Esportes/Futebol          | Electronic Arts                | 2018              | Tailândia, Malásia, Singapura, Vietnã                                                | Fechado e substituído por FIFA Online 4 |
| Ring of Elysium                              | Battle Royale             | Tencent Aurora Studio          | 2018              | Taiwan, Hong Kong, Macau, Tailândia, Indonésia                                       | Fechado em 21 de janeiro de 2022 |
| TalesRunner                                  | Esportes                  | Rhaon/Smilegate                | 2018              | Indonésia                                                                            | Fechado |
| Onmyoji (jogo para celular)                  | Visual Novel/Ação         | NetEase Games                  | 2018              | tailândia                                                                            | Fechado em 3 de abril de 2019 |
| DD Tank (jogo para celular)                  | Artillery                 | MMOG.asia/Changyou.com         | 2018              | tailândia                                                                            | [carece de fontes?] |
| Rising Force Online                          | MMORPGs                   | CCR International              |                   | tailândia                                                                            | [carece de fontes?] |
| FIFA Online 4                                | Esportes/Futebol          | Electronic Arts                | 2018              | Tailândia, Malásia, Cingapura, Vietnã                                                | |
| Call of Duty: Mobile (jogo para celular)     | Battle Royale/Multiplayer | Activision/Tencent TiMi Studio | 2019              | Singapura, Malásia, Indonésia, Tailândia, Taiwan, Filipinas                          | |
| Arena of Valor (jogo para celular)           | MOBA                      | Tencent TiMi Studio            | 2019              | indonésio, vietnamita                                                                | |
| Speed Drifters (jogo para celular)           | corrida                   | Tencent TiMi Studio            | 2019              | Singapura, Malásia, Filipinas, Indonésia, Tailândia, Taiwan, Hong Kong, Macau        | |
| Contra: Return (jogo para celular)           | Correr e atirar           | Tencent TiMi Studio/Konami     | 2019              | Taiwan, Tailândia, Malásia, Singapura, Indonésia                                     | |
| Fairy Tail: Forces Unite (jogo para celular) | RPG                       | Tencent Morefun Studios        | 2020              | Malásia, Singapura, Filipinas                                                        | [ 35 ] |
| Free Fire MAX                                | Battle Royale             | Garena                         | 2021              | Global                                                                               | |
| Moonlight Blade M (jogo para celular)        | MMORPG                    | Tencent Games                  | 2021              | Taiwan                                                                               | [ 36 ] |
| Blockman GO                                  | Sandbox                   | Garena                         | 2022              | Global                                                                               | [ 37 ] |
| Primitive Era                                | Estratégia                | Garena                         | 2022              | Global                                                                               | |
| Black Clover M                               | RPG                       | Ilinix, inc                    | 2022              | TBD                                                                                  | [ 38 ] |